# Galleon
Galleon es un dúo de electropop francés originario de Marsella. Fue creado por el vocalista Gilles Fahy, que más tarde sería conocido Gilles Luka y el productor Philippe Laurent.
Se dieron a conocer en la escena europea en 2001 gracias a su éxito So I Begin, sencillo producido por Sony Music y Radikal Records, que vendió cerca de 400.000 copias. Al sencillo le acompañó un video musical protagonizado por la modelo Jitka Ogurekova.
A "So I Begin" le siguieron otros éxitos: I Believe, de composición muy parecida, y después  One Sign. En 2003 lanzan el álbum epónimo que contiene esos singles así como la reorquestación de una obra de Handael, Freedom To Move (que se usó para un anuncio de Levi's).

## Discografía

### Álbumes
| Año  | Título  | Posición alcanzada | Posición alcanzada | Posición alcanzada |
| Año  | Título  | FRA                | SWI                |                    |
| ---- | ------- | ------------------ | ------------------ | ------------------ |
| 2002 | Galleon | 54                 | 76                 |                    |

### Sencillos
| Año  | Sencillo     | Posición alcanzada | Posición alcanzada | Posición alcanzada | Posición alcanzada | Posición alcanzada | Posición alcanzada | Posición alcanzada | Posición alcanzada | Certifications (Certificación) | Álbum   |
| Año  | Sencillo     | AUT                | BEL (Vl)           | BEL (Wa)           | FRA                | GER                | NED                | SWI                | UK                 | Certifications (Certificación) | Álbum   |
| ---- | ------------ | ------------------ | ------------------ | ------------------ | ------------------ | ------------------ | ------------------ | ------------------ | ------------------ | ------------------------------ | ------- |
| 2001 | "So I Begin" | 40                 | 10                 | 23                 | 8                  | 37                 | 13                 | 17                 | 36                 | - FRA: Silver                  | Galleon |
| 2001 | "I Believe"  | —                  | 17                 | 3                  | 43                 | —                  | —                  | 20                 | —                  |                                | Galleon |
| 2002 | "One Sign"   | —                  | —                  | 10                 | 68                 | 93                 | —                  | 61                 | —                  |                                | Galleon |